# Return-to-zero

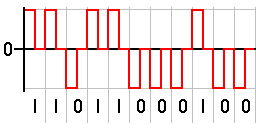
複流RZ

return-to-zero（リターン・トゥー・ゼロ、RZ, RTZ、ゼロ復帰）は、電気通信の信号伝送で使用される伝送路符号の一種で、各ビットの間で必ず「ゼロ」に復帰する方式である。これは、伝送したい信号に1や0のビットが連続する場合でも、ゼロが挿入される。これにより、他にクロック信号を送信しなくても同期をとることが可能となるが、non-return-to-zeroの方式に比べて2倍の帯域幅が必要になるという欠点がある。
ここで言う各ビット間の「ゼロ」とは、0のビットを表す有意状態とは異なり、パルス振幅変調(PAM)におけるゼロ振幅、位相シフトキーイング(PSK)におけるゼロ位相シフト、周波数シフトキーイング(FSK)における中間周波数のことを指す。この「ゼロ」状態は、典型的には、1のビットを表す有意状態と0のビットを表す有意状態との中間にある。
return-to-zero(RZ)には同期のための規定が含まれているが、non-return-to-zeroの伝送路符号と同様に、0や1のビットが連続する場合に "ベースラインワンダー"という直流成分が残ってしまう。

## 光通信におけるreturn-to-zero

### return to zero, inverted
return-to-zero, inverted（RZI、反転ゼロ復帰）は、伝送のためのマッピング方法である。二値信号が0であればパルス（クロック周期よりも短い）を出し、二値信号が1であればパルスを出さない。これはIrDAシリアル赤外線(SIR)の物理層仕様で使用されており、パルス長はビット長の3/16である。この種類の変調に必要な帯域幅BWは、BW = R（データレート）である。

## 複流RZ
複流RZ(bi-polar return-to-zero)では、二値信号の1を+Vボルト、二値信号の0を-Vボルトとして符号化し、0ボルトはビット間のパディングとして使用する。
複流RZ符号化は、ARINC 429バスで使用されている。